# Estadio Gasómetro

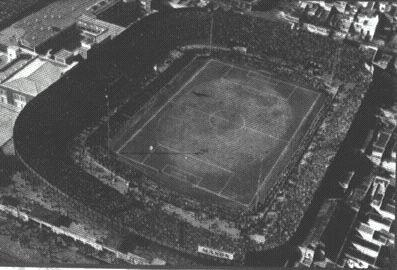
Estadio Gasómetro

Het Estadio Gasómetro was een multi-functioneel sportstadion in Buenos Aires, Argentinië. Het was de thuishaven van voetbalclub CA San Lorenzo de Almagro van 1916 tot ze in 1993 verhuisden naar het Estadio Pedro Bidegain, wat ook wel de bijnaam Estadio Nuevo Gasómetro heeft. Het stadion had een capaciteit van 75.000 plaatsen. 
De Franse supermarktketen Carrefour heeft nu een grote winkel staan op de plaats van het vroegere stadion. 